# Ermal Meta
Ermal Mata (Fier,  1981. április 20. –) albán származású olasz énekes. Fabrizio Moróval képviseli Olaszországot a 2018-as Eurovíziós Dalfesztiválon, Lisszabonban, a Non mi avete fatto niente című dallal.

## Élete
2007 és 2010 között a La fame di Camilla együttes tagja volt.

## Diszkográfia

### Nagylemezek
- 2016 – Umano
- 2017 – Vietato morire
- 2018 – Non abbiamo armi

### Kislemezek
- 2013 – Non mi interessa
- 2014 – Lettera a mio padre
- 2016 – Odio le favole
- 2016 – Volevo dirti
- 2016 – A parte te
- 2016 – Gravita con me
- 2017 – Vietato morire
- 2017 – Amara terra mia
- 2017 – Ragazza paradiso
- 2017 – Voodoo Love
- 2017 – Piccola anima
- 2018 – Non mi avete fatto niente